# 小行星5469
小行星5469是一颗围绕太阳公转的小行星。1988年1月21日，亨利·德波鸿诺在拉西拉天文台发现了此天体。
这颗小行星的绝对星等为291.5173927470117等。